# Mackenzie Foley
Mackenzie Foley (* 26. Januar 2002 in Sergeant Bluff) ist eine US-amerikanische Volleyballspielerin.

## Karriere
Foley begann ihre Karriere an der Sergeant Bluff-Luton High School. Von 2020 bis 2024 studierte sie an der St. Cloud State University und spielte in der Universitätsmannschaft Huskies. 2025 wurde die Außenangreiferin vom deutschen Bundesligisten VfB 91 Suhl verpflichtet.